# Humana People to People
Humana People to People ist die Dachorganisation eines globalen Netzwerks von Nichtregierungsorganisationen, deren Hauptzweck die Förderung und Durchführung entwicklungspolitischer Projekte ist. Finanziert werden die Projekte durch die Gewinne aus Sammlung und Vertrieb von Kleidungsspenden sowie aus privaten und öffentlichen Spenden. Humana steht seit Jahrzehnten weltweit in der Kritik. Es gibt eine Fülle an kritischen Medienbeiträgen, die viele Bereiche des Netzwerks und ihres Führungs-Personal thematisieren.

## Ziele
Laut eigenen Aussagen umfassen die Ziele der Organisation fünf entwicklungspolitische Kernbereiche (Stand: Januar 2023):
- Sammlung und Verkauf von Second-Hand-Kleidung,
- Nachhaltige Landwirtschaft und Umweltschutz,
- Verbesserung der Bildungssituation (Lehrerausbildung, vor allem in ländlichen Regionen),
- Verbesserung der Gesundheitsversorgung (u. a. Bekämpfung von HIV/AIDS)

Im Allgemeinen unterstützt die Organisation die Umsetzung der 17 Ziele für Nachhaltige Entwicklung (Agenda 2030) der Vereinten Nationen.

## Geschichte

### Gründungsjahre
Die Vorläuferorganisation und späteres Netzwerkmitglied U-landshjælp fra Folk til Folk (UFF) (Entwicklungshilfe von Volk zu Volk) wurde im Jahr 1977 in Dänemark gegründet. In der Folge bildeten sich weitere Zweigstellen mit entsprechenden Namen in Skandinavien sowie als „Development Aid from People to People“ (DAPP) in englischsprachigen und „Ajuda de Desenvolvimento de Povo para Povo“ (ADPP) in portugiesischsprachigen Ländern. Die heutige Organisation Humana People to People wurde 1996 in Genf gegründet und dient als Dachorganisation für die Koordinierung der verschiedenen landesspezifischen Unterorganisationen. Der gemeinnützige Verein Humana People to People Deutschland e. V. wurde im Januar 2005 gegründet. Die Haupttätigkeiten sind nach eigenen Angaben Sach- und Geldspendenaktionen, Öffentlichkeitsarbeit, Vermittlung von Freiwilligen zu Ausbildungs- und Projektorten und Patenschaften für Waisenkinder.
Tätigkeiten des internationalen Verbandes waren Flüchtlingshilfe in Mosambik, z. B. durch Sachspenden, und der Bau der Chindunduma-Schule in Simbabwe. Von 1980 bis 1985 wurde das Wirkungsgebiet sowohl in Europa (zur Spendensammlung) als auch in Afrika (Angola, Guinea-Bissau, Mosambik, Sambia, Simbabwe, ab 1990 Namibia, 1995 Malawi, 1997 Südafrika, später auch Botswana) vergrößert. Seit 1986 kooperierte die Organisation mit der One-World-Center-Bewegung. 1998 wurden Projekte in Indien gestartet, 2005 in China. Im Jahr 1983 wurde mit dem Frontline-Institute ein Trainingszentrum für afrikanische Projektleiter aufgebaut, zunächst in Dänemark, seit 1991 in Simbabwe. Seit 1980 wurden sogenannte solidarity workers entsendet, freiwillige Entwicklungshelfer, die seit 2000 „Development Instructors“ genannt werden.

### Altkleidersammlung und -versand

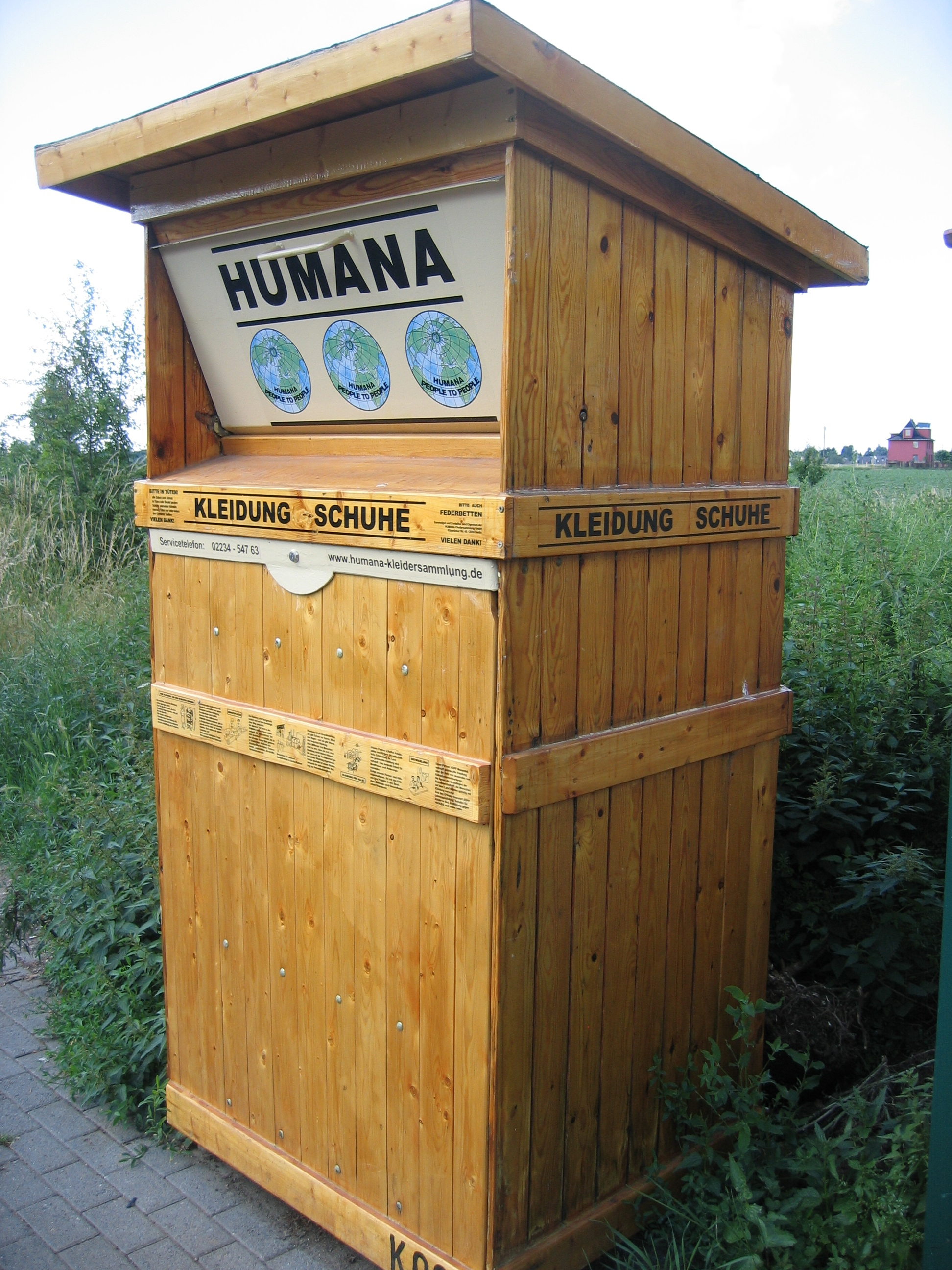
Ein Altkleidercontainer von Humana in Köln

Seit Mitte der 1980er Jahre wurde der Versand von Altkleidung, vor allem nach Mosambik und Angola, ausgebaut. Die zum Teil heftige Kritik daran wurde kleiner, nachdem seit Ende der 1990er Jahre verschiedene wissenschaftliche Studien das Thema beleuchtet hatten, der Dachverband FairWertung e. V. nach Untersuchungen in 20 Ländern Afrikas 2005 die Ergebnisse seines „Dialogprogramms Gebrauchtkleidung in Afrika“ veröffentlicht hatte und seit 2009 Artikel wie „Afrika braucht das Gebrauchte“ erschienen waren, hörte jedoch nie auf.

#### Verbot der Nutzung gemeinnütziger Symbole
Die Aufsichts- und Dienstleistungsdirektion („ADD“) des Landes Rheinland-Pfalz hatte mit einer bestandskräftigen Sammlungsverbotsverfügung vom 4. März 2009 in Rheinland-Pfalz die Durchführung von Altkleidersammlungen verboten. Die Sammlungen der Humana Kleidersammlungs GmbH Berlin wurden untersagt, die unter Verwendung von drei Weltkugeln den Eindruck der „Unterstützung eines guten Zwecks“ hervorriefen. Das Sammlungsverbot wurde damit begründet, dass die Gesellschaft nicht bereit war, die Verwendung der Kleiderspenden sowie Erlöse aus deren Verwertung unter anderen in der Humana Second-Hand-Kleidung GmbH offenzulegen, und eine mehrheitlich karitative Verwendung der Schuh- und Kleiderspenden nicht nachgewiesen werden konnte. Nicht gemeinnützige gewerbliche Sammlungen ohne Darstellungen der drei Weltkugeln sind von diesem Verbot nicht betroffen.

### Veruntreuung von Spendengeldern
Ein investigativer Bericht deckte im Mai 2016 auf, dass die US-amerikanische Mitgliedsorganisation Planet Aid Spendengelder über Scheinprojekte in Malawi und Mosambik veruntreute. Betroffen hiervon waren auch über 133 Millionen Dollar aus staatlichen Entwicklungsgeldern, die für Gesundheits- und Bildungsprojekte im ländlichen Raum gedacht waren. Nationale Mitarbeiter wurden gezwungen Teile dieser öffentlichen Gelder auf private Konten von Vorgesetzten zu überweisen. Um den Betrug zu vertuschen wurden Millionenbeträge für gefälschte Rechnungen und andere offizielle Dokumente ausgegeben.

#### Verlust von Kooperationspartnern
Nach Veröffentlichung der Vorwürfe gegen Planet Aid und seine Partnerorganisationen beendete die UN-Kinderhilfswerk UNICEF im August 2016 alle Kooperationen mit dem lokalen Partner des Humana Netzwerkes Development Aid People to People. In den drei Jahren zuvor waren über 900.000 Dollar an Unterstützungsgeldern an DAPP geflossen.
Im März 2017 zog die UNESCO die Vergabe ihres internationalen Bildungspreises an DAPP zurück und stoppte alle Verbindungen zu Humana People to People und ihren Unterorganisationen nach Absprachen mit UNICEF und der britischen Regierung, die ebenfalls alle Beziehungen abbrach.

## Organisation und Struktur

### Struktur des gemeinnützigen Dachverbandes
Humana People to People ist die Dachorganisation eines Netzwerkes bzw. „Föderation“ von 29 Unterorganisationen, die in verschiedenen Ländern Europas, Afrikas, Asien und Nord- wie Südamerikas vertreten sind.

### Kommerzielle Partnerschaften
Sammlung und Verkauf der Second-Hand Kleidung werden nicht von den gemeinnützigen Vereinen, sondern gewinnorientierten Unternehmen betrieben und organisiert. Aus den Gewinnen der Unternehmen fließt schlussendlich ein kleiner Teil an die entwicklungspolitischen Projekte, die von den Mitgliedsorganisationen des Humana Dachverbandes durchgeführt werden.
Das Unternehmen Humana Kleidersammlung GmbH ist seit 1988 Partner von Humana People to People. Es betreibt Altkleidersammlung mit Kleidercontainern in mehreren Städten Deutschlands und einen Sortierbetrieb in Berlin, von dem aus der Versand in den Globalen Süden stattfindet.

## Projekte
Die 34 Mitgliedsvereine (s. u.) betrieben 2009 in 42 Ländern 328 aktive Projekte für nachhaltige Entwicklung in Afrika, Indien und China, sowie Nord-, Mittel- und Südamerika und Europa. Darunter waren Projekte zur Lehrerausbildung, für Waisenkinder, gegen HIV/AIDS, für Armutsbekämpfung durch Gemeinde-Entwicklung (z. B. Brunnen- und Latrinenbau) und Vergabe von Mikrokrediten an Kleingruppen.
Beispiele für globale Kompagnen und Projekte sind:
- Total Control of the Epidemic, länderweite Kampagne von Humana gegen HIV/AIDS.
- Fences for Fuel (Zäune für Kraftstoff), Projekte von „Humana People to People India“ (HPPI) und „Ajuda de Desenvolvimento de Povo para Povo“ (ADPP) Mosambik für Energieversorgung, Einkommensverbesserung und Umweltschutz in Dörfern.
- Children’s Town Malambanyama, Schule für ehemalige Straßenkinder von „Development Aid from People to People in Zambia“ (DAPP). Weitere Schulen in Angola, Mosambik und Simbabwe.

## Partner und Sponsoren
Die Organisation arbeitet mit folgenden Partnern, Auftraggebern und Sponsoren zusammen
- Multilaterale Organisationen: Europäische Kommission, Weltbank, Asiatische Entwicklungsbank, The UN Democracy Fund, The Global Fund to fight AIDS, Tuberculosis and Malaria.
- Regierungen von Angola, Dänemark, Finnland, Guinea-Bissau, Holland, Malawi, Mosambik, Namibia, Norwegen, Sambia, Spanien, Vereinigte Staaten von Amerika (USAID, USDA etc.).
- Firmen: BHP Billiton, ExxonMobil Corporation, Johnson & Johnson, Nokia, Mozal, Sonangol, StatoilHydro
- Stiftungen: Audemars Piguet, Beit Trust, FACT Foundation (Fuels from Agriculture in Communal Technology), Fundación Caja Navarra, Fundación MAPFRE, Toyota Foundation, Waterloo Foundation, Will Keith Kellogg Foundation.
- NGOs:Children First, Concern International, Family Health International, Light for the World, Practical Action, Population Services International (PSI), Water Aid, World Vision.

## Kritik

### Allgemeine Kritik am Altkleiderhandel
„Als der Import von gebrauchter Kleidung vor etwa zehn Jahren im großen Stil anlief, hatte das verheerende Auswirkungen auf die afrikanische Textilindustrie, zahlreiche Fabriken haben seither geschlossen.“

### Verbindungen zu Tvind
Als angeblicher Teil von Tvind ist die Organisation nicht unumstritten: Ihre Struktur sei teilweise undurchsichtig, außerdem wird dem Verein die Vermischung kommerzieller mit entwicklungspolitischen Zielen vorgeworfen.

### Verwendung der Spendenmittel
Ehemalige freiwillige Mitarbeiter werfen der Organisation vor, einerseits Freiwillige als Praktikanten z. B. in Deutschland oder Großbritannien als reguläre, aber unbezahlte Arbeitskräfte auszubeuten, andererseits im Ausland, speziell in Afrika, keine sinnvolle Entwicklungshilfe zu leisten. Ehemalige Mitarbeiter eines Aids-Projektes in Sambia berichten, dass über 6 Monate hinweg kein Geld aus Deutschland kam, dafür vor Ort aus Kleiderverkäufen Geld verdient werden musste. Nach einer Selbstauskunft des deutschen Vereins ist für das Jahr 2004 lediglich ein Betrag von 57.000 Euro aus Deutschland nach Afrika überwiesen worden.
Laut einer Analyse von Danwatch werden nur 13 % der Einnahmen der europäischen Humana-Organisationen an Projekte im Globalen Süden überwiesen, während 87 % in Europa verbleiben.
Das BMZ hat im Jahr 2009 die Organisation als Einzige nicht in das neue „Weltwärtsprogramm“ zur Förderung des Auslandseinsatzes von Freiwilligen aufgenommen. Burkhard Wilke vom DZI bezeichnet Humana als „intransparent und unglaubwürdig“.

## TV-Beitrag
- ZDF Magazin Royale vom 25. Oktober 2024 mit Schwerpunkt Humana

## Auszeichnungen
- Im Jahr 2000 erhielt die Organisation den 1. Preis des AGFUND („Arab Gulf Programme For United Nations Development“) für das Projekt „Total Control of the Epidemic“ (Bekämpfung von HIV/AIDS in Afrika).[23]
- Im Jahr 2002 bekam das Humana-Projekt „Total Control of the Epidemic in the Districts of Boane, Matola and Maputo“ den „Shaping the Future Award“ („Die Zukunft gestalten“-Preis) der „GenerationEurope“.[24]
- Am 26. Nov. 2003 erhielt das Projekt „Total Control of the Epidemic“ den „Stars of Africa Golden Award“ im Gebiet Gesundheit und HIV/AIDS für „Innovation und Kreativität, Effektivität und Wirksamkeit, Nachhaltigkeit, Verlässlichkeit, Erreichen der Ziele“.[25]
- Am 9. Mai 2006 überreichte Präsident Paul Wolfowitz einen Preis der Weltbank für „Innovative Projects with Water, Sanitation and Energy services to poor people“ („Innovative Projekte für Wasserversorgung, Sanitäre Einrichtungen und Energieversorgung für Menschen in Armut“) an „Humana People to People India“ für ihr Projekt „Fences for Fuel“ („Zäune für Kraftstoff“).[26]
- Am 13. Juni 2006 erhielt die Organisation in Anerkennung ihrer Arbeit im Südlichen Afrika den ersten „OPEC Fund Award for Sustainable Development“ („Auszeichnung der OPEC-Stiftung für nachhaltige Entwicklung“). Der OPEC Fund for International Development (OFID) ist seit 2001 Partner von Humana People to People.[27][28]
- Am 4. September 2009 erhielt die Organisation den 1. Preis des ‘Lifebuoy National Award – Child Health’ für beispielhafte Arbeit zur Förderung der Hygiene in staatlichen Grundschulen. Das ausgezeichnete Projekt „School Sanitation & Hygiene Education“ arbeitete mit Schulkindern in 100 staatlichen Schulen in 4 Distrikten von Uttar Pradesh.
- Am 29. August 2012 erhielten die 'Humana People to People’s Teacher Training Colleges' in Mosambik für ihr Projekt „Teachers of the Future“ den Steve-Sinnott-Preis für Lehrer im Commonwealth für die Einführung moderner Lehrmethoden unter Verwendung lokaler Ressourcen in ländlichen Gebieten.[29][30]

### Offizielle Webseiten der Mitgliedsorganisationen
- Angola: Ajuda de desenvolvimento de Povo para Povo em Angola (portugiesisch)
- Botswana: Humana People to People Botswana (englisch)
- Brasilien: Humana Povo Para Povo Brasil (portugiesisch und englisch)
- Bulgarien: Humana Bulgaria (englisch)
- China: Humana people to people Cooperation Project Office of Yunnan Province (chinesisch + englisch)
- Dänemark: U-landshjælp fra Folk til Folk Humana People to People (dänisch)
- Deutschland: Humana People to People Deutschland e. V. (deutsch), Humana Second Hand & Vintage (deutsch), Humana Kleidersammlung GmbH(deutsch)
- Estland: Ühendus Humana Estonia (estnisch + englisch)
- Finnland: Landsföreningen U-landshjälp fran Folk till Folk i Finland r.f. (finnisch + englisch)
- Großbritannien: Planet Aid UK Ltd. (englisch), DAPP UK (englisch)
- Guinea-Bissau: Ajuda de desenvolvimento de Povo para Povo ná Guiné Bissau (portugiesisch)
- Indien: Humana People to People India (englisch)
- Italien: Humana People to People Italia ONLUS (italienisch)
- Litauen: Humana People to People Baltic (litauisch + englisch)
- Malawi: Development Aid from People to People in Malawi (englisch)
- Mosambik: Associaçāo Moçambicana para a Ajuda de desenvolvimento de Povo para Povo (englisch)
- Namibia: DAPP in Namibia (englisch)
- Niederlande: Stichting Humana (holländisch)
- Norwegen: U-landshjelp fra Folk til Folk Norge (norwegisch)
- Österreich: HUMANA People to People – Verein für Entwicklungszusammenarbeit (deutsch)
- Polen: Humana People to People Polska S.p.o.o. (polnisch), Humana Secondhand Poland (polnisch)
- Portugal: Associaçāo Humana (portugiesisch)
- Sambia: Development Aid from People to People in Zambia (englisch)
- Schweden: Bistàndsföreningen HUMANA Sverige (schwedisch)
- Simbabwe: Development Aid from People to People in Zimbabwe (englisch)
- Spanien: Humana Spain (spanisch)
- Südafrika: Humana People to People in South Africa (englisch)
- USA: Planet Aid. Inc. (englisch)
- Föderation der Vereinigungen, die der Internationalen Humana-People-to-People-Bewegung angeschlossen sind: The Federation for Associations connected to The International Humana People to People movement (englisch)

### Kritische Artikel über Humana
- Kleider machen Leute Datum-Artikel
- Kritische Seite über Humana (englisch)
- Brief information on Tvind. In: staff.hum.ku.dk. Jes Fabricius Møller, 18. März 2010, archiviert vom Original am 18. März 2012; abgerufen am 19. Juni 2022 (englisch).
- Face the Facts (RAM; 0 kB) – Ausführlicher und kritischer Radiobericht der BBC über HUMANA (englisch)
- Denmark's Tvind – BBC-Artikel über Humana (englisch)
- Tvind Institute for International Cooperation and Development (IICD), Planet Aid, Humana or Humana People-to-People, DAPP (Development Aid from People to People), (ADDP) (Ajuda de Desenvolvimento de Povo para Povo), UFF (Ulanashjaelp fra Folk till Folk), NetUp, USAgain and Gaia. In: culteducation.com. Cult Education Institute, abgerufen am 19. Juni 2022 (englisch).
- Enigma of The Leader – Zeitungsbericht über das dänische Gerichtsverfahren gegen Humana (englisch)
- Behind The Green Box. In: cbs5.com. CBS Broadcasting, 18. Januar 2007, archiviert vom Original am 28. September 2007; abgerufen am 19. Juni 2022 (englisch).
- IICD Watch – (englisch)
- Chicago Reader – (englisch)
- Warning. Volunteer Program Alleged Front Group for Cult. In: volunteeroverseas.org. Penguin Publishing, archiviert vom Original am 28. Oktober 2012; abgerufen am 19. Juni 2022.
- Altkleider für die Welt, Ron Steinke, Jungle World, 5. Februar 2009